# فضيحة وايت ووتر

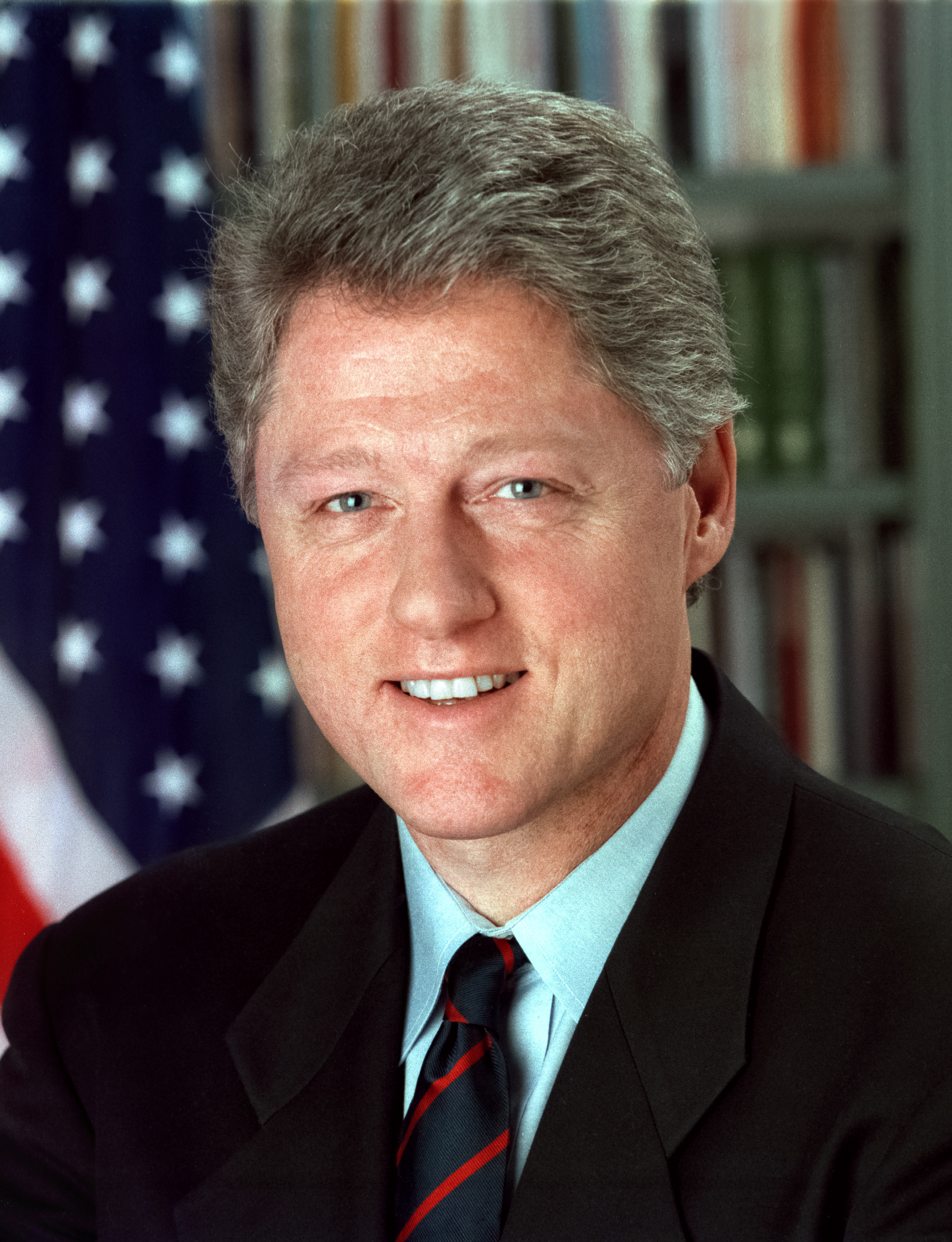
بيل كلينتون

تُعرف فضيحة وايت ووتر باسم (سجال وايت ووتر)، و (وايت ووترجيت) أو في الغالب فقط باسم (وايت ووتر)، وهي قضية أثارت سجالًا سياسيًا على الصعيد الداخلي الأمريكي، وبدأت بمشروعات استثمارية في القطاع العقاري قام بها كل من بيل وهيلاري كلينتون وشركاءهما جيم وسوزان ماك دوجال، بإنشائهم شركة تعرف باسم (وايت ووتر للتنمية) أعلنت إفلاسها عام 1970 و1980.
وقد كان الفضل في الكشف عن هذه الفضيحة لمقال نُشر بجريدة نيويورك تايمز خلال الحملة الإنتخابية الرئاسية عام 1992 ، ذُكر فيه أن بيل كلينتون وزوجته هيلاري قد استثمرا وخسرا أموالًا في مشروع تنمية وايت ووتر..
وكان ديفد هيل، المصدر الرئيس للادعاءات الجنائية ضد الرئيس بيل في قضية وايت ووتر في نوفمبر 1993، قد أكد أن كلينتون حاكم ولاية أركنساس آنذاك، مارس عليه ضغوط من أجل منح قرض غير قانوني يبلغ قيمته 300,000 دولار إلى سوزان ماكدوجال شريكة كلينتون في شركة وايت ووتر.
واعتبر مؤيدو كلينتون أن ادعاءات ديفيد هيل مثيرة للشكوك، حيث لم يكن هيل قد ذكر اسم كلينتون عندما أشار إلى هذا القرض خلال التحقيق المبدئي الذي أجراه مكتب التحقيقات الفيدرالية حول قضية ماديسون. كما روى هيل قصة إنشاء بعض الشركات الوهمية، التي تم نهب أموالها الفيدرالية، مثل قروض المشروعات الصغيرة، بهدف إفشال هذه الشركات. وفي الواقع، لم يبدأ هيل في توجيه الاتهامات ضد الزوجين كلينتون إلا عندما وجهت إليه الاتهامات في هذا الشأن.
وقد أسفر تحقيق أجرته لجنة الأوراق المالية والبورصات التابعة للولايات المتحدة الأمريكية عن إدانة ماك دوجال لدوره في مشروع وايت ووتر. إلا أن الزوجين كلينتون لم يتم ملاحقتهما، بينما أسفرت ثلاثة تحقيقات منفصلة عن وجود أدلة كافية تربط الزوجين كلينتون بآخرين في هذا السلوك الإجرامي المرتبط بالصفقات العقارية.
كما أدين جيم جاي توكر خليفة كلينتون في حكم ولاية أركنساس وحُكم عليه بالسجن لدوره في التزوير في هذه القضية.
و في وقت لاحق، تمت إدانة سوزان ماك دجال وحكم عليها بالسجن ثمانية عشر شهرًا بتهمة ازدراء المحكمة في قضية«سوزان ماك دجال» ضد«جراند جري دو وايت ووتر» وكذلك ازدراء المحكمة المدنية لرفضها الإجابة على الأسئلة المتعلقة ببرنامج وايت ووتر. غير أن بيل كلنتون أصدر، فيما بعد، عفوُا رئاسيًا عنها قبل أن يترك مهام منصبه.
ويتم استخدام مصطلح (وايت ووتر) في بعض الأحيان ليشمل كثير من القضايا الأخرى التي أثارت كثير من الجدل أثناء إدارة كلينتون مثل (الترافل جيت)، و (الفيلاجيت). كما أطلق التعبير نفسه على الظروف التي أحاطت بوفاة فينس موستر والتي كانت موضوعًا لتحقيقات المحامي العام المستقل كينيث ستار..

## أصل شركة وايت ووتر للتنمية
تعرًف بيل كلينتون، منذ عام 1968, avec lequel il avait fait, précédemment, un petit investissement immobilier en 1977 · .، خلال حكمه لولاية أركنساس، على بعض السياسيين ورجال الأعمال مثل جيم ماك دوجال الذي كان قد شاركه في بعض الاستثمارات العقارية الصغيرة عام 1977  · .. وفي ربيع عام 1978، كان بيل وهيلاري كلينتون يبحثان عن بعض الأموال الإضافية لاستكمال مواردهما. فكلنتون يحصل من منصبه كنائب عام عن ولاية أركنساس على 26500 دولار، ربما كانت سترتفع لتصل إلى 35,000 دولار، لو أن حملته للفوز بمنصب حاكم أركنساس كانت قد نجحت. أما هيلاري كلنتون، فكانت تحصل على 24500 دولار بصفتها شريكه في مكتب «روز لوفيرم» القانوني.
وفي ربيع عام 1978، أراد جيم ماكدوجال التقرب من بيل كلينتون مقدمًا له اقتراحًا جديدًا وهو: مشاركته هو وزوجته سوزان لشراء 93 هكتارًا أي حوالي 230 فدانًا من الأراضي غير المستصلحة التي تقع على طول الضفة الجنوبية لنهر وايت ريفر بالقرب من الفليبين بجبال أوزارك. وكان الهدف من هذا المشروع هو تقسيم الموقع إلى حصص لبناء منازل لقضاء العطلات، وممارسة رياضة الصيد وركوب الأمواج، والاستمتاع بالمناظر الطبيعية، للعملاء من سكان جنوب شيكاغو وولاية ديترويت وعددهم من الممكن أن يكون كثيرًا لاهتمامهم بالإستثمار في العقارات نظرًا لضعف ضرائبها. وقد كانت الخطة هي الحفاظ على ملكية الأراضي لبضعة سنوات ثم بيعها بعد ذلك مع إضافة أرباح زيادة أسعارها.
واقترض الشركاء الأربعة مبلغ 203.000 دولار لشراء الأراضي، وتم نقل الملكية عقب ذلك إلى شركة وايت ووتر للتنمية التجارية التي كانت حينئذ شركة منشأة حديثًا، ويمتلك فيها الشركاء الأربعة أنصبة متساوية. واختارت سوزان ماكدوجال اسم «وايت ووتر للتنمية العقارية» ليكون اسمًا للشركة وكان شعارها في البيع حينئذ هو:«اقض أسبوعًا واحدًا هنا ولن تذهب لمكان آخر بعد ذلك».وبالفعل تم تأسيس شركة وايت ووتر للتنمية في 18 يونيو عام 1979.

## فشل شركة وايت ووتر للتنمية العقارية
واكبت هذه الحقبة في الاقتصاد الأمريكي ارتفاعًا في معدلات الفائدة بصفة عامة. ففي اللحظة التي تم فيها تخصيص الحصص وعرضها للبيع في نهاية عام 1979، كان معدل الفائدة قد وصل إلى ما يقرب من 20 %. ولم يكن العملاء المحتملون باستطاعتهم على الإطلاق شراء منازل العطلات بهذه الفائدة. وبدلًا من تعريض الشركة للخسارة، قرر الشركاء الأربعة مواصلة مشروعهم ببناء نموذج لمنزل العطلات وعرضه كعامل جذب، انتظارا لظروف اقتصادية أفضل
وخلال السنوات التالية، طلب جيم ماكدوجال من كلينتون شيكات لتسديد استحقاقات فوائد مختلفة للقرض ونفقات أخرى، إلا أن الزوجان قد صرحا فيما بعد، لاعتقادهما بأنهما مجرد شركاء سلبييين، بعدم علمهما الإطلاق بشأن هذه المساهمات · . وفي الوقت نفسه، كان جيم ماكدوجال قد فقد وظيفته كمساعد اقتصادي لحاكم الولاية، عندما فشل بيل كليمتون في الفوز بانتخابات الإعادة عام 1980. فقرر، كبديل عن وظيفته، دخول القطاع المصرفي؛ فالتحق ب"بنك كينجستون"عام 1980 ثم بنك "وودروف سافينج& لون" في عام 1982 المعروفين باسم "ماديسون بنك& تراست" و"ماديسون جورانتي سافينج& لون
وفي ربيع عام 1985، أرغم ماك دوجال المحصل المالي لمكتب «ماديسون بنك& تراست» على تسوية مبلغ 50000 دولار متبقية من ديون حملة كلنتون في انتخابات الولاية في عام 1984. واستطاع ماك دوجال بالفعل تسوية مبلغ 35000 دولار، فأصبحت قيمة الشيكات المستحقة لبنك ماديسون تقدر فقط بمبلغ 12000 دولار.
لقد كانت أنظار جيم ماكدوجال مسلطة على الاستثمار العقاري المحلي في مشروع أطلق عليه اسم «القلعة الكبيرة» تبلغ مساحته 405 هكتار أي ما يساوي 1000 فدان، يقع جنوب مدينة ليتل روك عاصمة ولاية أركنساس، والتي كانت قدرت قيمتها بحوالي 1.75مليون دولار، وهي قيمة أكبر من قدرات ماكدوجال الاستثمارية. ووفقا للقوانين المالية، كان يحق لماكدوجال الاقتراض بحد أقصى 600.000 دولار بضمان مدخراته الخاصة وضمان أصول «ماديسون جوارنتي». لذا اتصل ماكدوجال بشخصيات عديدة للحصول على أموال إضافية ومن بينهم «سيث وارد» الذي كان يعمل موظفًا بالبنك والذي ساهم في الحصول على مبلغ 1.15 مليون دولار اللازمة للقيام بالمشروع.
ولتجنب التحقيقات المحتملة، تم توزيع المال في اتجاهين: بين العديد من المستثمرين الآخرين وبين عدد من الوسطاء. وكان دور هيلارى كلينتون ومن بعدها أحد محامي مكتب (روز فيرم لو) القانونى هو توفير الخدمات القانونية لمشروع (كاسل جراند أو القلعة الكبيرة).
وفي عام 1986، تم فتح ملف المشروع من جديد من قبل السلطات الفيدرالية القانونية والتي أدركت أن كل الأموال اللازمة لهذة الصفقة العقارية تأتى كلياً من شركة ماديسون جارانتى، وأن الهيكل التنظيمى لمشروع «القلعة الكبيرة» كان مجرد خُدعة.
وفي يوليو من العام نفسه، قدم ماكدوجال استقالته من شركة ماديسون جارانتى. وتم استدعاء سيث وارد للتحقيق وكذلك المحامي الذي ساعده في كتابة الاتفاقية.
ومما أدى لانهيار مشروع (كاسل جراند أو القلعة الكبيرة)، إنفاق مبلغ 2مليون دولار على هيئة عمولات ورواتب لصالح شركاء ماكدوجال، فضلًا عن قيمة مالية أخرى غير معلومة تتعلق بمحامي مكتب محاماة هيلارى كلينتون. إلا أنه في عام 1989، انهار المشروع بسبب تراكم فوائد القروض الحكومية التي بلغت قيمتها 4 ملايين دولار، والتي ساهمت بدورها في بدء انهيار شركة ماديسون جارانتى عام 1989، والتي تم وضعها تحت الإشراف القانوني الفيدرالي.
وقد تكبد اقتصاد الولايات المتحدة خسائر بقيمة 73 مليون دولار، نظراً لوضع شركة ماديسون جرانتى في الأوساط المالية الادخارية القومية.
أما الزوجان كلينتون، فقد خسرا ما بين 37000 و69000 دولار من استثماراتهما في مشروع وايت ووتر وهو مبلغ أقل مما خسراه بسبب الزوجين ماكدوجال، والسبب في ذلك غامض وفقًا لتقارير وسائل الإعلام.
وقد زعم كل من البيت الأبيض وأنصار الرئيس أنه قد تم إعفائهما من هذا المبلغ بعد تقديمهما «تقرير بلسبيرى» وهو دراسة تكلفت ما يقرب من 3 ملايين دولار، أعدتها شركة «ريزولوشن تراست كوربوريشن»، فضلًا عن دراسة أخرى قام بها مكتب محاماة كل من «بلسبيرى وماديسون وسترو» في الوقت الذي تم فيه حل شركة «ماديسون جرانتى سيفينج أند لون».
وقد ثبت، في هذا التقرير، أن جيمس ماك دوجال الذي نفذ العملية، كان مديرًا وشريكًا في المشروع، أما كلينتون، فقد كان مجرد شريك سلبى.
وقد رفض شارل باترسون، المحامي الرئيس لمكتب كل من «بلسبيرى، وماديسون & سترو»، في هذا التحقيق، طلب البيت الأبيض، موضحًا:«لم يكن هدفنا التقييم أو العقاب أو التبرئة».
وقد نصت الانتقادات الموجهة إلى الرئيس على وجود عدم مساواة في توزيع رؤوس الأموال بين كل من كلينتون وماكدوجال، كدليل على أن بيل كلينتون (والذي كان حاكمًا للولاية في ذلك الوقت) كان قد اضطر المساهمة بطريقة ما في الشركة.

## ترشح كلينتون للرئاسة للمرة الأولى
وفي عام 1992، وخلال فترة ترشح بيل كلينتون للرئاسة للمرة الأولى لانتخابات الرئاسة، قام بعض الصحافيين بجريدة نيويورك تايمز بسؤاله حول فشل شركة وايت ووتر للتنمية والتي كان قد اشتراها في البداية كل من بيل كلينتون وجيم ماك دوجال عام 1978.
وفي مارس عام 1992، نشر جيف جيرث مقال عن هذا الموضوع في النيويورك تايمز.

## نقل الوثائق
في يوليو 1992، وبعد ساعات من وفاة فينيس فوستر، قام برنارد ناسبم، مدير مكتب الرئيس في البيت الأبيض، بانتزاع بعض الوثائق من مكتب فوستر والتي يخص البعض منها شركة وايت ووتر للتنمية وقام بتسليمها لمدير مكتب السيدة الأولى، السيدة مارجاريت ويليامز وفقًا لما ذكرته النيويورك تايمز. ثم قامت السيده ويليامز بوضع الوثائق في خزانة البيت الأبيض لمدة خمسة أيام قبل تسليمها للمحامي الشخصى للزوجبن كلينتون.

## تصريحات الزوجين كلينتون
وعقب ظهور مقالة النيويورك تايمز، فتحت وزارة العدل تحقيقًا في فشل قضية «وايت ووتر»، واستمر الضغط الإعلامى في التصاعد. ففي 22 إبريل عام 1992، عقدت «هيلارى كلينتون» مؤتمرًا صحفيًا استثنائيًا، في قاعة الطعام بالبيت الأبيض، وكانت تتحدث وورائها صورة "ابراهام لينكولن" . كان الهدف من عقد المؤتمر تناول المسائل المتعلقة سواء بقضية «وايت ووتر» أو بقضية العقود الآجلة، وقد تم بث المؤتمر على الهواء مباشرًة على جميع الشبكات الأساسية مثل (أي بي سي، هيئة الإذاعة الوطنية، سي بي إس، CNN10).
وأكدت «هيلارى كلينتون»، خلال هذا المؤتمر الصحفي، أنها -هي و«بيل كلينتون» - لم يقترفا أية مخالفات، في شركة وايت ووتر، ولكنها أقرت بعدم اعتراضها على تعيين نائب عام مستقل للتحقيق في هذه القضية، إذا ما كانت التبريرات التي ذكرتها غير كافية أو مبهمة.
وعقب هذا الأداء الإعلامى المبهر، أشادت وسائل الإعلام بـ «هيلارى كلينتون»، وبسلوكها خلال مؤتمرها الأول وبطريقة تعاملها مع القضايا الحرجة. فقد وصفتها مجلة «التايمز» بأنها «ذات شخصية متفتحة، صريحة، صلبة، ومتوازنة، وبأن هدفها هو توصيل رسالة الحقيقة، كما أن نبرة صوتها الواثقة، ولغة جسدها التي تتسم بالثبات والاسترخاء قد حازت على الفور بإعجاب جميع الصحف والمجلات.
ومنذ ذلك اليوم، بدأ التأثير على موقف الديمقراطيين وبعض الشخصيات السياسية الأخرى من اليساريين ضد التحقيقات الإعلامية المتعلقة بقضية «وايت ووتر». فقد دخلت، على سبيل المثال، صحيفة " نيويورك تايمز " في حرب ضد مجلة "هاربرز" التي يمتلكها جين ليون"، منتقدة الصحفيين التابعين لهذه المجلة بأنهم يغالون في وصف اكتشافاتهم وبأنهم يسردون أكاذيب.
وفي عام 1994، وبناءً على طلب «كلينتون»، قام «جانت رينو» النائب العام بتعيين «روبرت ب. فيسك» نائبًا مستقلًا للتحقيق في قانونية التحويلات المالية، في قضية «وايت ووتر».
وقد أسفر التحقيق عن نتيجتين:-
1.	أن كلينتون قد مارس ضغوطًا على أحد رجال الأعمال في ولاية «أركانساس» وهو «ديفيد هيل» من أجل منح قرض تستفيد منه «ماديسون جارانتى».
2.	أن أحد البنوك بولاية أركنساس قد أخفت تحويلات مالية تتعلق بحملة كلنتون عندما كان مرشحًا كحاكم للولاية عام 1990.
وفي مايو عام 1994، طلب النائب العام المستقل «روبرت ب. فيسك» من الزوجين كلنتون تقديم جميع الوثائق المتعلقة «ماديسون جارانتى»، لهيئة المحلفين، وذلك في غضون مهلة لا تزيد عن 30 يومًا. إلا أن «بيل وهيلارى كلينتون» أعلنا أن جميع هذه الوثائق قد فقدت.
وبعد ما يقرب من عامين، وتحديدًا في يناير 1996، وجد محقق خاص الفواتير الخاصة بمكتب المحاماة «روز لوفيرم» حيث كانت تعمل «هيلارى كلينتون»، في الشقق الخاصة بكلينتون في البيت الأبيض.
غير أن الزوجين كلنتون قد أعلنا برائتهما من جميع التهم التي كانت موجهة لهما، تقريرين أعدهما مكتب «بيلسبرى ماديسون وسلترو» القانوني في سان فرانسيسكو بولاية كاليفورنيا، ومكتب «ريزولوشن تراست» القانوني الذي كان يشرف على تصفية «ماديسون جرانتى».
كما صرح «شارلز باترسون» كبير المحامين بمكتب «بيلسبرى ماديسون وسلترو» أنه لم يكن «غرضهما هو الغلبة أو العقاب أو التبرئة».

## تحقيق كينيث ستار
في شهر أغسطس عام 1994، تم تعيين «كينيث ستار» من قبل لجنة تحكيم تتكون من ثلاتة قضاه لمواصلة التحقيق في قضية «وايت ووتر» ليحل محل «روبرت ب. فيسك» الذي كان قد عُين من قبل المدعى العام قبل تعديل قانون عام 1994 الذي يمنح مزيدًا من السلطات للمدعي العام المستقل. وقد تم تعيين «كينيث ستار» ليحل محل «روبرت ب. فيسك» الجمهورى المعتدل، لأن الأخير كان قد عين من قبل «جانت رينو» المدعى العام بحكومة «كلينتون» مما خلق صراعًا واضحًا على المصالح.
وقد أعلن ديفيد هيل، الشاهد الرئيس لكينث ستار ضد الرئيس «كلينتون» في التحقيق الخاص بقضية «وايت ووتر»، أن كلينتون، في نوفمبر 1993، عندما كان حاكمًا لولاية أركنساس، قد مارس عليه ضغوطًا لكي يمنح قرضًا غير قانوني بقيمة 300,000 دولار لسوزان ماك دوجال، شريكته في مشروع وايت ووتر.
ولقد كانت إستراتيجية دفاع هيل الذي اقترحها عليه محاميه «راندي كولمان» تتمثل في تقديمه كضحية للسياسيين الأقوياء الذين دفعوه لتقديم كل هذه الأموال. إلا أن هذه الشخصية المرسومة قد تم القضاء عليها بشهادة قدمها، في نوفمبر 1998، عملاء مكتب التحقيقات الفدرالية
«إف.بي.أي.» الذين كانوا يحققون في قضية فشل «ماديسون جوارنتي»، وقاموا بالتشكيك في التحويلات المصرفية التي أجراها هيل مع جيم وسوزان ماك دوجال، أي قرض ال 300,000 دولار.
ووفقًا للتقرير الرسمي للاستجواب الذي أجراه مكتب التحقيقات الفيدرالية، فقد وصف هيل تفصيليًا صفقاته مع الزوجين ماكدوجال والعديد من الشخصيات الأخرى ومع جيم جاي توكر الذي كان حينئذ يعمل محاميًا في مكتب خاص، وأصبح بعد ذلك خليفة لبيل كلينتون في منصب حاكم ولاية أركنساس. إلا أن اسم بيل كلينتون لم يتم ذكره على الإطلاق في هذا التقرير. كما لم يتم ذكر اسمه عندما أدلي ديفيد بشهادته في قضية ماك دوجال التي حكم فيها بالبراءة.
ونفى كلينتون ممارسته أية ضغوط على هيل لإرغامه على منح قرض لسوزان ماكدوجال. وفي ذلك الوقت، كان هيل قد أدين في جريمتين، ثم تم تخفيف الحكم عليه من قبل المدعين بالحق المدني مقابل شهادته ضد كلينتون، في هذه القضية.
واستندت الاتهامات على أن أنصار كلينتون قاموا بإنفاق أموال كثيرة معتمدين على هيل لكونه ممثلًا عن مشروع أركنساس المزعوم. وقد تم تمويل حملة بقيمة 240,000 دولار بين عامين 1993و1997 للمساعدة في الدفاع عن هيل والتحقيق مع بيل كلينتون وشركائه.
وبناء على ذلك، أضحت هذه الاتهامات موضوعًا لتحقيق منفصل، كُلف به «ميتشيل شاهين» المحقق السابق في وزارة العدل. وفي في يوليو 1999، قدم شاهين تقريره إلى «كينث ستار» لخص فيه الحقائق التي أفادت، وفقًا لمجلة «الأميركان سبكتاتور The American Spectator » «بعدم كفاية الأدلة لإثبات أن شهادة هيل كانت مدفوعة من أجل التأثير على شهادته، مع وجود ادعاءات «لا أساس لها أو باطلة» وأنه لا يمكن توجيه أي اتهام ضد هيل وكذلك ضد مسار مشروع أركنساس».
وقدم مدونو صالون.كوم شكوى بأن التقرير الكامل، المكون 68 صفحة، لا يزال سريًا ولم يتم نشره. ثم أعاد صالون.كوم تقديم الشكوي في عام 2001.
ومضى المدعون إلى الأمام ووقعوا مذكرة اعتقال بحق هيل في أوائل يوليو 1996. واعتبرت الملاحقات القضائية التي قدمها المدعون أن هيل كذب على لجنة التأمين بشأن ملاءة شركة التأمين التي كان يمتلكها «ناشيونال سيفينج ليف». كما قدم المدعون وثائق قانونية تثبت أن هيل كذب أيضًا لإخفاء حقيقة نهبه لشركة التأمين. وقد ذكر هيل، في دفاعه، قائلًا أن أي مخالفة تمت، في هذه القضية، ليس إلا خطًأ تقنيًا، لم يترتب عليه خسارة مالية لأحد.
وفي مارس 1999، أدين هيل في التهمة الأولى، وحكمت عليه هيئة الحلفين بالسجن لمدة 21 يومًا.
وفي نهاية عام 1997، كتب ستار مذكرة اتهام، قدمها لمجلس النواب، مدعيًا حصوله على «أدلة قوية وذات مصداقية» تفيد بأن كلينتون قد أدلى بشهادة زور بشأن ادعاءات هيل.
كتب تيودور أولسون الذي أطلق مع العديد من شركائه الخطة التي عرفت فيما بعد باسم "مشروع الأركناس" العديد من المقالات لمجلة «الأميريكان سبكتاتور The American Spectator» متهما فيها كلينتون والعديد من حلفائه بارتكاب العديد من المخالفات.
ثم ظهرت أول وثيقة في فبراير 1994، احتوت على مجموعة كبيرة من المزاعم التي تتعلق بالجرائم الجنائية التي ارتكبها كلينتون وآخرون ، ومن بينهم هوبيل.
وقد أدت هذه المزاعم إلى الكشف عن العديد من عمليات التزوير التي ارتكبها هوبيل، صديق هيلارى كلينتون والشريك الأسبق في المكتب القانوني "روز لو فيرم Rose Law firm لا سيما ضد شركته الخاصة. وبدلًا من أن تدان هيلارى كلينتون بالتواطئ مع هوبيل في الجرائم التي ارتكبها، كانت إحدى ضحاياه.
وفي ديسمبر عام 1994، وبعد مرور أسبوع من ثبوت ارتكاب هوبيل لجرائم الاحتيال والتهرب من دفع الضرائب، قامت المستشارة جين شربورن بالبيت الأبيض بإعداد «قائمة مهام» توضح مجالات التعاون بين هوبيل وشركة ستار كابيتال. وقد صرح هوبيل لاحقًا، بعد أن تم إيداعه السجن، فيما يتعلق بمكتب Rose Law Film القانوني قائلًا : «يجب أن أغير من سلوكي». وأثناء ظهوره، بعد ذاك، أمام المحكمة، دافع هوبيل عن «التعديل الخامس لدستور الولايات المتحدة» الخاص بتجريم الذات.
وفي فبراير عام 1997، أعلن ستار أنه سيترك التحقيق ليعود لمهنته الأصلية في كلية الحقوق بجامعة ببيردين . إلا أنه «قدم يد العون» فيما يتعلق «بالانتقادات المكثفة» والأدلة الجديدة التي تثبت سوء السلوك الجنسي للرئيس.
وقبل حلول شهر إبريل عام 1998، كانت تحقيقات ستار الخاصة بمشروع أركنساس قد قاربت على الانتهاء، وتأثر مجراها، بطريقة أو بأخرى، "بفضيحة لوينسكى" وأيضًا بقرب انتهاء فترة انتداب هيئة المحلفين في قضية ليتل روك.
وقد رفض كل من هوبيل وجيم تاكر وسوزان ماك دوجل التعاون مع ستار وتم العفو عن كل منهم في وقت لاحق من قبل الرئيس كلينتون. وبعد أن انتهت هيئة المحلفين نهائيًا من عملها في شهر مايو 1998، بعد 30 شهرًا من العمل، وجه ستار اتهامًا لسوزان ماك دوجل بازدراء المحكمة. وعلى الرغم من رفضها الإدلاء بشهادتها والقسم فيما يتعلق بمشاركة بيل كلينتون في ويت وواتر، صرحت سوزان، في وسائل الإعلام، أن كلينتون قد ذكر الحقيقة فيما يتعلق بالتقرير الخاص بالقرض وشككت أيضًا في دوافع زوجها السابق بشأن التعاون مع ستار.
كما زعمت أن جيمس ماك دوجل قد شعر بتخلى كلينتون عنه، وقال لها أنه «سوف يقوم بسداد مديونياته لكلينتون». وفضلًا عن ذلك، صرحت سوزان ماك دوجل للصحافة، دون القسم أمام المحكمة، أن زوجها ذكر لها أن شيفلد نيلسون ، الناشط الجمهورى ومحامي ليتل روك Little Rock، كانت لديه نية لدفع الأموال لحثه على الحديث عن كلينتون في جريدة نيويورك تيمز.
ومنذ البداية، اقترح ستار على سوزان ماكدوجل منحها «الحصانة الشاملة» إذا ما تعاونت معه في التحقيق في «قضية وايت ووتر». وقد أعلنت سوزان ماكدوجل لهيئة المحلفين أنه لم يكن من السهل بالنسبة لها ولعائلتها الامتناع عن الإجابة على الأسئلة الخاصة بكلينتون.
كما صرحت للمحكمة «أن الطريق كان طويلًا جدًا، الطريق كان طويلًا جدًا، ولم يكن من السهل اتخاذ مثل هذا القرار.»
وقد رفضت سوزان ماكدوجل حلف اليمين أثناء الإجابة على أي اسئلة تتعلق بمواضيع سابقة لهيئة المحلفين، تجنبًا لتعرضها لعقوبة السجن، لمدة 18 شهرًا ، من بينهم ثمانية أشهر حبس انفرادى بتهمة ازدراء المحكمة.
ولقد قامت هيئة المحلفين بالتصويت على اتهام ستار لسوزان ماكدوجل بازدراء المحكمة، وكانت نتيجة تصويت تأييد سبعة قضاة مقابل خمسة لبراءة سوزان ماكدوجل. ثم قام الرئيس كلينتون، فيما بعد، بإصدار العفو عنها، قبيل مغادرته المكتب البيضاوي.
وفي سبتمبر عام 1998، أخرج المدعي العام المستقل المحقق «كينيث ستار» التقرير الشهير المعروف باسم «تقرير ستار» المتعلق بالخالفات المزعومة التي كان قد ارتكبها كلينتون في فضيحة لوينسكي. وكما أنه تعرض فقط للوثائق المتعلقة بفضيحة مونيكا لوينسكي، فقد ذكر موضوع «وايت واتر» على هامش القضية، دون الإشارة إلى أن «فيرنون جوردان» الصديق القديم لكلينتون ومستشاره كان قد حاول البحث عن عمل آخر لمونيكل لوينسكي بعد تركها لعملها كمتدربة في البيت الأبيض، كما حاول مساعدة «ويبستر هوبل» ماليًا بسبب إلغاء العقود المبرمة في شركة «وايت ووتر» بينما كانت تمارس عليه ضغوط للتعاون في التحقيقات المختلفة الخاصة بفضيحة وايت واتر .
وعلى هذا الأساس اعتمد ستار في تحقيقاته في قضية لوينسكي، مستفيدًا، في المقام الأول، من الحصانة التي يتمتع بها كمدعي عام مستقل في قضية وايت واتر.ووُجهت الكثير من الانتقادات اللاذعة لكلينتون بعد خروج تقرير ستار، فيما يتعلق بوفاة فوستر وبسبب ابتعاد ستار عن القضية، ثم عودته إليها مرة أخرى .
لقد كان فوستر بمثابة المصدر الرئيس للعديد من جوانب المؤامرة. فقد كان «كريستوفر رودي» صحفي يعمل في جريدة «بتسبرج تريبيون» جريدة يمتلكها «ريتشارد سكايف» المعارض الأكثر ضراوة لبيل كلينتون والذي شارك، وبشكل كبير، في إمداد التحقيقات بالمعلومات، مؤكدًا ان ستار لم يتمادَ في هذه القضية بالقدر الكافي.

## رد فعل الزوجين كلينتون
في 27 يناير عام 1996، اٌجبرت هيلاري كلينتون على المثول للشهادة أمام هيئة المحلفين في القضية المتعلقة بالاستثمارات في مشروع «وايت ووتر». وتلك كانت المرة الأولى في تاريخ الولايات المتحدة التي تَمثُل فيها السيدة الأولى للشهادة أمام هيئة المحلفين. وقد شهدت بأنها وزوجها لم يقترضا أية أموال من أي بنك، ونفت وجود طرف ثالث اقترض أموالًا نيابة عنهما. وإبان فترة التحقيق، أـدين خمسة عشر شخصًا من أصدقاء كلينتون من بينهم: جيم وسوزان ماكدوجال، ووستر هوبل، مستشار البيت الأبيض، وأخيرًا جيم جاي توكر، حاكم ولاية أركنساس الذي أدين في قضية أموال فيدرالية. وباستثناء جيم ماك دوجال، لم يوافق أي من هؤلاء التعاون مع المحققين في قضية «وايت ووتر». وفضلًا عن ذلك، عفى كلينتون عن أربعة في الساعات الأخيرة من رئاسته. (أنظر قائمة الأشخاص الذين تم العفو عنهم في أسفل المقال في عنوان «إدانات Condamnations)

## رد فعل مجلس الشيوخ والكونجرس
وفي الوقت نفسه الذي كان المدعي العام يقوم فيه بفتح التحقيق، كان الكونجرس ومجلس الشيوخ يبحثان قضية «وايت ووتر». وتم عقد العديد من جلسات استماع لهذا الشأن.
وكان من المقرر أن تعقد اللجنة المصرفية في مجلس الشيوخ جلسات استماع نهاية مارس 1994، إلا أنها، وقبل الموعد المحدد، أجلت هذا الأمر ليومين أو ثلاثة، بعد أن بعث «هنري ب.جونزالز»، رئيس اللجنة المصرفية في الحزب الديمقراطي برسالة للجمهوري «جيم ليش»، وصفه فيها «بالمتعنت وبعدم المرونة، وباللامبالاة الشديدة التي تتنافى تمامًا مع آداب البيت الأبيض بالولايات المتحدة. كما وصف قضية المحاكمة بالمؤامرة المدبرة».
وحينئذ، وتحديدًا في نهاية شهر يوليو من عام 1994، بدأت اللجنة المصرفية فعليًا جلسات الاستماع.

## قائمة الإدانات
خلاصة القول، لم يتم لإدانة بيل كلينتون على الإطلاق، ولكن أربعة عشر شخصًا اّخرون، تم إدانتهم لارتكابهم أكثر من أربعين جريمة، من بينهم خليفة بيل كلينتون في حكم ولاية أركنساس الذي أجبر على ترك وظيفته :
- جيم جاى توكر: حاكم ولاية أركنساس، وتتسم فترة حكمه بالفساد، وتمت إدانته (بالتزوير، وثلاث قضايا أخرى).
- جون هالى : محامي جيم جاى تاكر (التهرب الضريبى).
- ويليام جى مارك سنيور : شريك تجارى مع جيم جاى توكر (التحريض على الجريمة).
- ستيفن سميث : الشريك السابق لكلينتون إبان حكمه لولاية أركنساس (التاّمر لإساءة استخدام الأموال) وقام بيل كلينتون بالعفو عنه.
- وبستر هابل : المؤيد السياسى لكلينتون، وشريك بمكتب«روز لاو فيرم» للمحاماة (الاختلاس والتزوير).
- جيم ماك دوجال : مصرفي، ومؤيد سياسى لكلينتون (18 جريمة مختلفة).
- سوزان ماك دوجال : مؤيدة سياسى ة لكلينتون (أعمال تزوير متعددة) وقام بيل كلينتون بالعفو عنها.
- ديفيد هيل : مصرفي، ومؤيد سياسى صريح لكلينتون (التاّمر والتزوير).
- نيل أينلي : رئيس مقاطعة «بيرى كاونتي بنك» (تحويل الأموال لحملة كلينتون).
- كريس ويد : سمسار عقارات وايت ووتر (التزوير للحصول على قروض متعددة) قام بيل كلينتون بالعفو عنه.
- لارى كوكا : سمسار بنك ماديسون (التزوير للحصول على قروض متعددة).
- روبرت بلمر: خبير ببنك ماديسون (التحريض) وقام بيل كلينتون بالعفو عنه.
- جون لاتام : المدير العام لبنك ماديسون (تزوير مصرفي)
- يوجين فيتزهج : المدعي عليه في قضية وايت ووتر (فساد متعدد)
- تشارلز ماثيوز: المدعى عليه في قضية وايت ووتر (فساد)

## الإقرارات الضريبية
في مارس عام 1992، وخلال حملة الانتخابات الرئاسية، اعترف الزوجان كلينتون في إقراراتهما الضريبية لعامى 1984 و1985، بأنه تم خصم نسبة من الضرائب مقابل فوائد مدفوعات لصالح شركة «وايت ووتر للتنمية» وليس لهما شخصياً .
ونظرًا لقدم هذه الأخطاء، لم يتم إلزام الزوجين كلينتون بتصحيحها، ولكن بيل كلينتون أعلن أنه سيفعل ذلك.
وقد بحث فينس فوستر، مستشار البيت الأبيض هذه المسألة، ولكنه لم يتخذ أي قرار قبل وفاته.
وفي 28 ديسمبر 1993، أي بعد حوالى عامين من الكشف عن الإقرار الأول، قام كلينتون بسداد مبلغ 4900 دولار للضرائب . وقد تم ذلك قبل أن يبدأ محققو وزارة العدل بطلب الوثائق المتعلقة بمشروع وايت ووتر والخاصة بكلينتون. وقد تم دفع المبلغ دون إضافة أي غرامة (ربما بسبب تجاوز مدة الدفع وهي ثلاث سنوات)، إلا أن المبلغ تضمن فوائد تأخير عن سداد المبلغ، لم يتم الإعلان عنها عن طريق الخطأ، مع إضافة فوائد تأخير لعامين إضافيين.
وتثير ملفات وايت ووتر التي تم نشرها في أغسطس عام 1995، الشكوك حول ما أكده كلنتون وصرح به بشأن هذه المسالة. هذا فضلًا عن أنها أثبتت أن الزوجين كانا على علم بأن من قام فوائد المدفوعات السابق ذكرها، كانت لصالح شركة «وايت ووتر للتنمية» وليس لصالحهما شخصيًا.

## تقرير راى
أصدر روبرت راى، المدعي العام المستقل وخليفة كينيث ستار، تقريراً في سبتمبر عام 2000، عرض فيه الآتي : «قرر هذا المكتب أن الأدلة كانت غير كافية للإثبات المنطقي، وبما لا يدع للشك، لهيئة المحلفين بأن الزوجين كلينتون كانا على دراية باشتركهما في أي سلوك إجرامى».
وعلى الرغم من ذلك، انتقد راي البيت الأبيض في تصريح أعلنه بعد صدور هذا التقرير قائلاً بأن التأخير في تقديم الأدلة و«النزاع الحقير» بين محامي الرئيس، قد حال بشدة دون تقدم التحقيق والذي وصلت تكلفته الإجمالية إلى 60 مليون دولار.
وقد أغلق «تقرير راى» نهائيًا التحقيق في قضية وايت ووتر.

## الخاتمة
لم يقم بيل وهيلارى كلينتون بزيارة مقاطعة وايت ووتر على الإطلاق.
في مايو عام 1985، قام جيم ماك دوجال ببيع الحصص المتبقية من شركة «وايت ووتر للتنمية» لكريس ويد سمسار عقارات محلى.
وفي عام 1993، كان هناك قليل من المنازل المباعة في الموقع، ولكن انتشرت ، على وجه الخصوص، لافتات مكتوب عليها «للبيع»؛ وقد قام فريق من الصحفيين المنتمين لشركة وايت ووتر بجولة في المنطقة، وبعدها علق أحد الملاك لافتة مكتوب عليها «عودوا إلى منازلكم أيها البلهاء».
وفي عام 2007، كان لا يزال هناك 12 منزلًا في الحصة الأخيرة من الأرض، تولى بيعها «كريس ويد» بمبلغ 25000$
وفي فليبنريف، تم استبدال ممتلكات جيم ماك دوجال والقروض المصرفية بمجموعة من الشركات الصغيرة المتنوعة، آخرها كان لمصفف شعر.
وعلى المدى الطويل، أدى ارتفاع إجمالي قيمة المصروفات والنتائج الهامة التي توصلت إليها التحقيقات المتعلقة بقضية وايت ووتر، إلى ثورة المواطنين ضد الآلية التي اتبعها ّالنائب العام المستقل والتي تم إدراجها في قانون عام 1994.
وقد وصف الديمقراطيون قضية وايت ووتر بأنها (تصفية حسابات سياسية)، مثلما فعل الجمهوريون في قضية بيع السلاح لإيران «إيران جيت» في نهاية عام 1980.
وهكذا انتهت صلاحية القانون الخاص بالمدعين المستقلين في عام 1999، حيث وُجهت له الكثير من الانتقادات لارتفاع تكلفته في مقابل نتائجه الضعيفة. وقد أيد كينيث ستار نفسه إلغاء هذا القانون.
وفي الواقع، لم يحذ تحقيق وايت ووتر برضاء أحد : حيث رأى الديمقراطيون التحقيق أنه مجرد تصفية حسابات سياسية، كما أصيب الجمهوريون بالإحباط لتخلص بيل كلينتون من جميع التهم الرسمية، أما جميع من لا ينتمي لأي تيار حزبي، فقد رأوا أن التغطية الإعلامية لوقائع وأحداث قضية وايت ووتر والتي استمرت لأربعة عقود، كانت غامضة وصعبة الفهم لدرجة أصابت الجميع بالحيرة.

## وصلات خارجية
Washington Post time line
- Washington Post key stories
- Washington Post players June 2, 1996; Page A01
- FINAL REPORT of the Special Committee to Investigate Whitewater Development Corporation and Related Matters. United States Senate Special Whitewater Committee. U.S. Government Printing Office. (June 17, 1996).
- "Final Report of the Independent Counsel In Re: Madison Guaranty Savings & Loan Association" (بالإنجليزية). 5 Jan 2001. Archived from the original on 2009-08-12. Retrieved 2007-08-27. {{استشهاد ويب}}: الوسيط غير المعروف |nom1= تم تجاهله يقترح استخدام |last1= (help)
- Clinton, Bill (2005). ماي لايف (سيرة بيل كلينتون). Vintage. (ردمك 1-4000-3003-X).